# Claude Rives
 (octobre 2009).
Si vous disposez d'ouvrages ou d'articles de référence ou si vous connaissez des sites web de qualité traitant du thème abordé ici, merci de compléter l'article en donnant les références utiles à sa vérifiabilité et en les liant à la section « Notes et références ».
Pour les articles homonymes, voir Rives.
Claude Rives, né le 11 avril 1947 à Angers et mort le 24 février 2023 à Vendôme, est un photographe-reporter français spécialisé dans la prise de vue sous-marine.
Considéré comme l'un des pionniers français de l'image sous-marine, il participe à des expéditions scientifiques se déroulant dans toutes les mers du globe.
Spécialiste des plongées extrêmes, certaines de ses enquêtes, basées sur des observations à long terme, le mènent à traiter des sujets aussi variés que la mort du corail, les catastrophes pétrolières, les épaves de la Seconde Guerre mondiale ou la gestion de la nature dans les Parcs nationaux.

## Biographie

### Jeunesse
Né le 11 avril 1947 à Angers, c’est dans les méandres de la Loire que tout jeune enfant, Claude Rives découvre l’élément aquatique lors de paisibles randonnées en canoë avec ses parents…
L’enfant, puis l’adolescent, habite à Rennes, où il s’ennuie ferme, surtout au secondaire où sa vocation de brillant élève est très vite avortée. C’est qu’il a d’autres sujets de préoccupation en tête : la lecture (Albert Londres, Blaise Cendrars…) et les voyages. Une envie de plus en plus forte d’aller voir ailleurs, les paysages, les gens, les coutumes. À ces attentes, s’ajoute une passion qui jamais ne le quittera : la photographie. Et comme le parcours de Claude Rives s’annonce totalement hors norme, pourquoi ne pas préparer une carrière de photographe sous-marin en réalisant ses premiers clichés… en montagne?
Alors qu’il a à peine quinze ans, il participe à une expédition sur le Cervin, deuxième sommet d’Europe. Dans une poche de son parka, un appareil, avec lequel il impressionne quelques bobines. Et, surprise, Hachette décide d’utiliser plusieurs de ses photos pour illustrer un ouvrage sur Gaston Rébuffat. Ce sont ses toutes premières images publiées.
En parallèle, Claude Rives s’initie à la plongée en piscine.
Quelques plongées estivales de plus en Bretagne suffisent : c’est la révélation d’un monde qui, immédiatement le fascine par la richesse de sa faune et de sa flore.
Son approche naturaliste, deviendra le credo de toute sa carrière. S'ensuit un long séjour au Centre International de Plongée (CIP) des Glénan, alors tenu par Roger Weigele, lui permet de faire ses premières photos sous-marines. Matériel utilisé: un Calypso-Phot et un flash à ampoules magnésiques. Mais invariablement, c’est le retour au lycée à Rennes où il tourne en rond. Plus que tout autre, le terme “reportage” exerce sur lui une fascination extraordinaire.
Comme un mot-clé donnant accès au monde, un moyen de voyager, de découvrir les sites les plus divers et d’en ramener des documents témoins de la vision qu’il peut avoir des choses et des gens rencontrés. Il y a là une indiscutable démarche humaniste, qui, elle aussi, contribuera à faire de lui un photographe sous-marin pas tout à fait comme les autres.

### Débuts

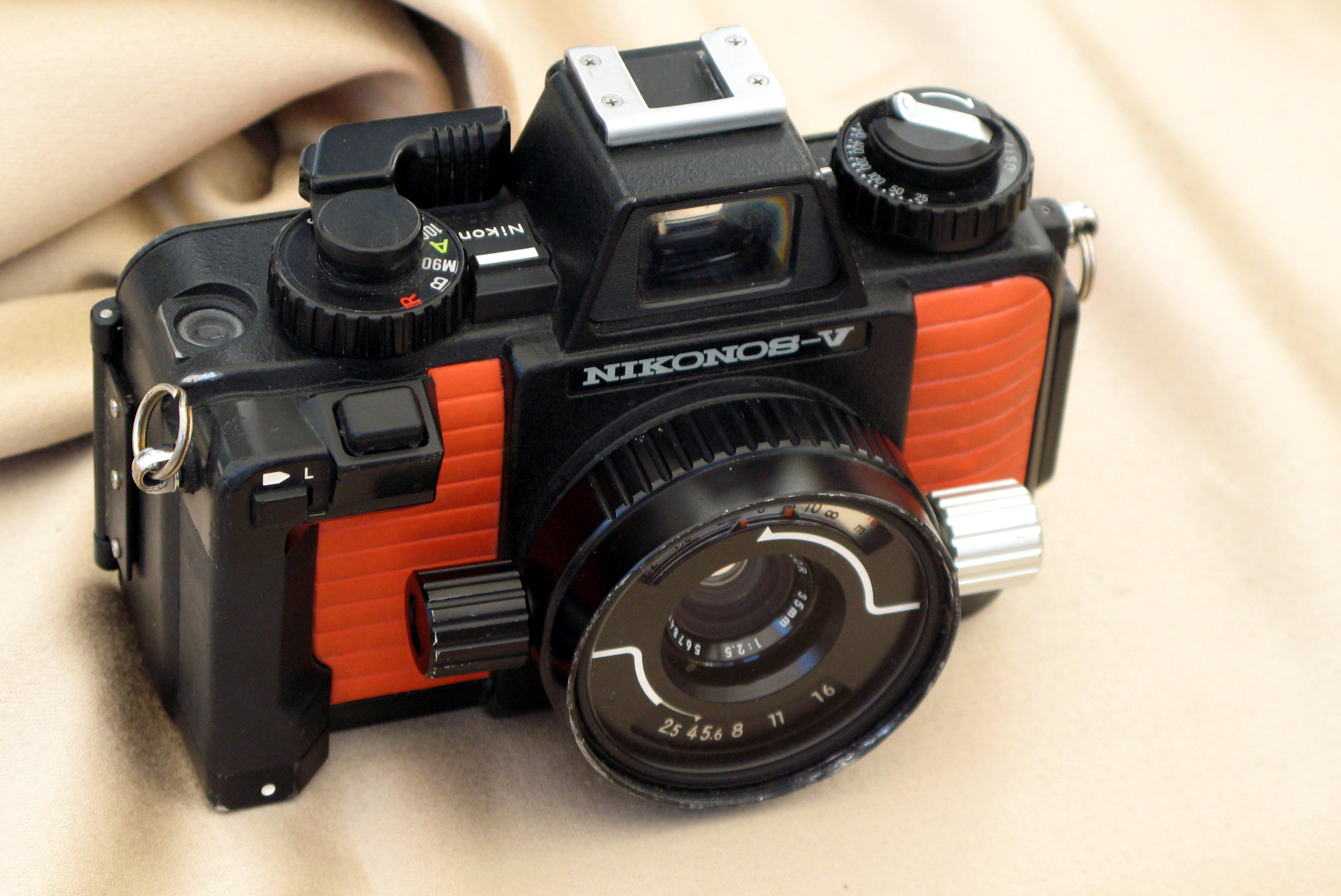
Nikonos

À Paris, première tentative professionnelle: il montre ses photos prises aux Glénan chez Larousse qui, aussitôt, en achète quelques-unes. Mais le jeune Claude Rives est alors appelé sous les drapeaux. On le retrouve plongeur de bord à Toulon, embarqué sur des escorteurs rapides. Sous sa couchette, son Calypso-Phot et une bouteille de plongée, plus un Rollei-marin, ce boîtier conçu par Ludwig Sillner lui ouvre la porte du format 6x6. Chaque escale, à Dakar, au Cap-Vert, est l’occasion de plonger, de jouer du déclencheur et de satisfaire ce qui est devenu chez lui une véritable boulimie de savoir et de découvertes. De retour à Toulon, en caserne, il remarque l’occupant d’une couchette voisine : un solide gaillard, plongeur lui aussi et passionné de photographie sous-marine à en juger par son matériel et sa dextérité de surdoué de la bricole. «Il fabriquait des caissons avec tout et rien. Les uns prenaient généreusement l’eau, les autres marchaient très bien.» Les présentations sont rapidement faites: Claude Rives, Yves Gladu. Entre eux deux, le courant passe aussitôt, sur fond de passion commune.
Revenu à la vie civile, Claude Rives se précipite à Paris où un télégramme l’attend. Les éditions Larousse lui proposent de réaliser plusieurs reportages pour illustrer une série de fascicules formant une encyclopédie. Le travail comporte une part non négligeable de photos extérieures, ce dont il s’acquitte avec plaisir, révélant par là une facette de sa personnalité: le regard universel qu’il porte sur le monde à travers ses objectifs. Car pour lui, une photo extérieure, voire aérienne, est tout aussi intéressante à réaliser qu’une image sous la mer. «Je trouve dommage ce côté limitatif que l’on rencontre chez certains photographes sous-marins convaincus que l’univers digne d’intérêt ne commence que sous la surface. Or, celle-ci, loin d’être une coupure entre deux mondes, constitue une passerelle pour un nombre incalculable d’écosystèmes qui se prolongent sur et sous l’eau. Exemple : les zones de marées, ou celles battues par les vagues, où il est possible de trouver de magnifiques sujets à fixer sur la pellicule. »
Dans le cadre de ces fascicules, Claude Rives satisfait une attente déjà longue: les voyages.
Commence alors une série de longs séjours en Polynésie, la plupart du temps en accompagnant des missions scientifiques. Un contexte qu'il affectionne tout particulièrement.
C'est dans une passe des Tuamotu qu’il réalise alors le tout premier de ces clichés qui jalonnent le parcours d’un homme d’images. Il a l’occasion de photographier, avec le mythique “Quinze millimètres” Nikonos, une grande raie manta près de laquelle évolue en apnée le champion de chasse sous-marine tahitien Jean Tapu. Au moment où, avec ses quatre mètres d’envergure, la raie se cabre en un mouvement tout fait d’élégance, avant de venir l’effleurer en douceur, presque comme une caresse, il appuie sur le déclencheur : la photo fera le tour du monde. Désormais professionnel indépendant, à vingt-trois ans, Claude Rives ne va plus s’arrêter de promener ses palmes sous toutes les mers. Avec le professeur Bernard Salvat, du Muséum national d'histoire naturelle, il effectue un long séjour en Polynésie pour réaliser un gros ouvrage sur les coquillages du Pacifique. « À l’époque, je trouvais dommage que les seules photos de ce genre ne montrent que des coquilles vides. Aussi ai-je eu à cœur de photographier les coquillages vivants, dans leur contexte et, bien sûr, de nuit, quand ils se mettent en activité. Ça tombait bien : j’adore la plongée de nuit et les rencontres, grandes et petites, qu’on peut y faire.»

### Les grands reportages

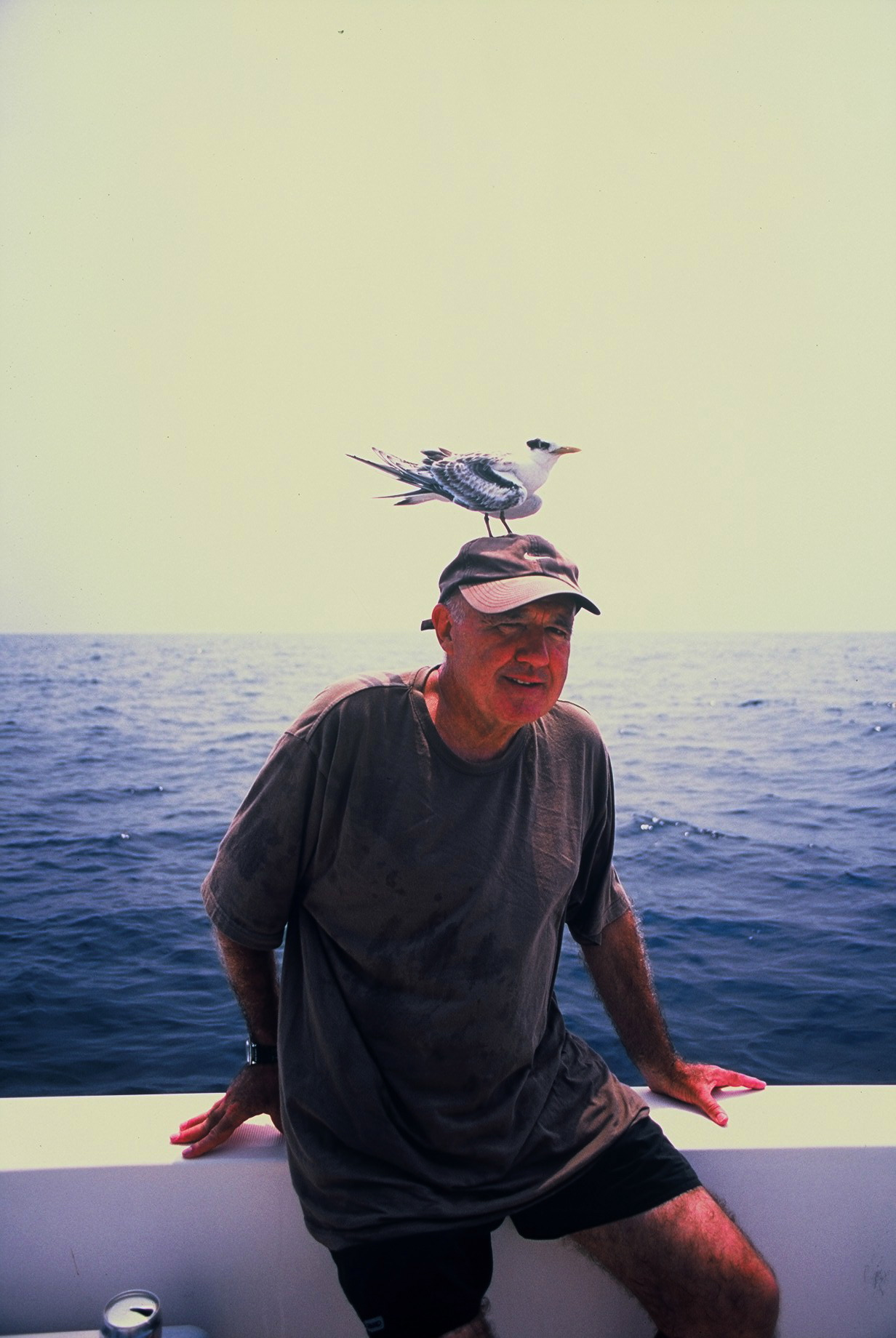
Claude Rives adopté par une sterne durant un reportage dans le golfe Persique.

Au début des années 1980, commence la période des grands reportages. Avec, notamment, l’arrivée d’un gros bras de la presse magazine: le très allemand magazine Géo, dont la version française rencontre un succès immédiat, notamment avec la publication de grands reportages de vingt pages ou plus, et permettant à leurs auteurs de disposer de solides moyens financiers et techniques. Pour Claude Rives une telle opportunité ne se rate pas. D’emblée, il se voit confier, en collaboration avec Christian Pétron, alors lui aussi en pleine ascension, un gros sujet sur le Parc national de Port-Cros et dont la parution sera un succès.
Un jour de prises de vues, il remarque un bateau rapide type “cigarette”, manœuvré par un athlète dont la carte de visite pourrait être ainsi rédigée: «Daniel Grimaldi, corailleur professionnel, spécialiste des plongées très profondes, au-delà de 90 mètres. » Le contact est vite pris et Claude lui propose de réaliser pour Géo (magazine) un grand reportage sur le corail rouge et son activité. Avec un bon rire, Daniel Grimaldi leur répond : «Si vous voulez mourir, pas de problème!» La boutade est anodine. Pourtant, elle se charge de signification quand on sait que, quelques années plus tard, Daniel Grimaldi succombera à un accident de plongée dans les Bouches de Bonifacio… Pendant une saison entière, Claude Rives va le suivre entre Marseille et Nice.
Pour cela, il s’est attaché les compétences d’un ami, Pascal Rinaudo, dont il dit aujourd’hui : « C’est certainement le meilleur plongeur que j’ai jamais vu en action, tant au plan technique que de la fiabilité et de la sécurité »
Au début, les deux hommes rejoignent Grimaldi à une cinquantaine de mètres, là où le corailleur entame ses paliers. Puis, ils descendent au fur et à mesure : 70, 80 et 90 mètres. Claude Rives travaille avec un Nikonos III équipé du “Quinze”. Deux flashes, un gros, type Mark 150 de Subsea Product, et un plus petit, asservi, que manie Pascal Rinaudo. Ce sont enfin les plongées au-delà des 100 mètres. Un jour, Claude Rives a la surprise de voir l’aiguille du profondimètre à hélium de Pascal marquer 110 mètres !
Une photo témoin, la confirmation sur le sondeur-enregistreur de Daniel Grimaldi à bord du bateau : un exploit vient d’être réalisé dans le domaine du reportage sous-marin.
Autre grand reportage, pour Paris Match cette fois-ci : la couverture de la pollution aux hydrocarbures dans les eaux du Koweït, pendant la première guerre du Golfe. À cette occasion les troupes irakiennes en fuite avaient fait exploser toutes les têtes des puits pétroliers, provoquant la dispersion d’une immense nappe d’hydrocarbures, augmentée du contenu des soutes de dizaines de tankers coulés par les canons et les missiles de Saddam Hussein. « Le pétrole avait envahi les moindres recoins de la côte, les plus petites échancrures, avec des nappes étalées en grandes galettes compactes de plus d’un mètre d’épaisseur. Nous avons plongé sous ces nappes, pour voir l’impact provoqué sur le fond. Très vite, nous avons constaté que le pétrole en s’alourdissant avec l’eau de mer, tombait jusqu’à tout recouvrir, sable et coraux. Aucun organisme benthique, animal ou végétal, n’échappait à l’étouffement. »
D’une année sur l’autre, les reportages s’enchaînent. Puis c’est au tour du très respectable National Geographic de s’attacher le savoir-faire de Claude Rives. Avec des sujets “presse”, puis dans le cadre de la réalisation d’un ouvrage “La France Marine”, suivi par la publication d’un deuxième tome consacré aux eaux françaises d’outre-mer.

### Les épaves
En 2006, il revient d’une longue mission au Vanuatu: l'Expédition Santo 2006. 160 chercheurs de plusieurs nationalités. Une expédition de grande envergure, au cours de laquelle il devait s’attacher aux thèmes de la biodiversité marine, des grottes, mais aussi de l’épave du SS President Coolidge, coulé dans ces eaux lors du second conflit mondial.
Les épaves, précisément. Elles aussi le fascinent, pour leur histoire propre, certes, mais aussi pour la vie qui habille leurs surfaces lentement absorbées par le temps. À seize ans, il photographie aux Glénan son premier bateau sous la mer, un classique en Bretagne: le Pietro Orseolo, un cargo long de 120 mètres et coulé par la RAF en décembre 1943. Puis il enchaînera bon nombre de reportages sur des navires engloutis. La série qu’il réalise, dans des conditions souvent difficiles sur les épaves du Débarquement de Normandie se traduit par un témoignage probablement unique sur un aspect de l’opération Overlord.
Surgissent là, par la magie d’un grand-angle et d’une lumière d’appoint magistralement utilisés, les silhouettes et les détails de chars, de péniches de débarquement, de navires éventrés par les mines : autant d’images poignantes d’un drame silencieux et encore trop ignoré. Autant de sites habités par des nuées de bars énormes, de morues et de homards de plusieurs kilos.
Autre expérience forte : le reportage réalisé sur les épaves de l'atoll de Bikini et soumises à la déflagration d’une bombe atomique (Opération Crossroads), en 1954. La quatrième pour les Américains, après un coup d’essai dans le désert du Nouveau-Mexique et deux autres plus tristement célèbres sur le Japon. Bikini, en pleine guerre froide, était pour les États-Unis l’occasion de montrer leur force à l’URSS. En 1998, plus de trente ans après l’explosion, Claude Rives a l’occasion de plonger sur la flotte entière des navires sacrifiés sur l’autel des essais nucléaires. Sur place, comme à la parade, il y a le porte-avions USS Saratoga, un croiseur lourd, des destroyers, mais aussi l’énorme cuirassé japonais Nagato, à bord duquel en décembre 1941 l’amiral Isoroku Yamamoto lança le fameux “Tora Tora Tora” déclenchant le bombardement surprise de Pearl Harbour par les avions nippons. À 60 mètres, dans une eau très claire, la flotte offre une vision dantesque. L'USS Saratoga est posé bien droit sur sa quille, tandis que le Nagato est couché sur le côté, avec son énorme château central appuyé sur le fond. Claude Rives et son équipe ont ainsi l’occasion de pénétrer à l’intérieur de la passerelle d'où fut lancé l'ordre d'attaque sur Hawaï.
Autre cimetière de renom: celui des bateaux coulés lors de l'éruption de la montagne Pelée en 1902, à la Martinique, où Claude Rives va se livrer à un long et méticuleux travail de prises de vues, surtout sur les épaves du Roraima, par 60 et 85 mètres. Pour réaliser des images en contre-plongée, il doit descendre à plus de 100 mètres de profondeur, dans une eau heureusement chaude et claire.

### Le cinéma
Il arrive aux photographes de toucher, de près ou de loin, au cinéma. Et Claude Rives ne déroge pas à la règle. Lors de sa période des longs séjours dans le Pacifique, dans les années 1970, il rencontre Georges Pernoud qui lui propose de réaliser un certain nombre de sujets. À cette époque, le patron de l'émission de télévision Thalassa n’est pas encore porté sur le monde sous-marin et Claude Rives va s’employer à le sensibiliser à la vie subaquatique, aux gens qui, un peu partout, en tirent leur existence.
Son premier sujet couvre l’arrivée en mer Rouge de l’Aquascope de Jacques Rougerie, avec une caméra “seize millimètres” Beaulieu, aujourd’hui entrée dans la légende du film subaquatique. Très vite, il s’adapte aux conditions du tournage sous-marin, persuadé qu’il est beaucoup plus facile pour un photographe de faire du cinéma que le contraire. En tout, une bonne trentaine de métrages de 26 minutes seront tournés pour l'émission Thalassa, dont un "Plongée sur un fil", qui lui vaudra un prix au Festival mondial de l’image sous-marine d'Antibes.

### Parcours
Depuis plusieurs années il collabore, entre autres, avec le Muséum national d'histoire naturelle, l’École pratique des hautes études, l’Unesco, la Fondation Total et l’Observatoire océanologique européen.
Des sociétés telles que Elf, Doris, Matra, EDF-GDF, lui ont également confié la production de leurs films d’entreprise et il a réalisé plus d’une quarantaine de sujets pour Thalassa, le magazine de la mer diffusé sur France 3.

### Vie de famille et mort
Claude Rives est marié à Brigitte Thouvenot, et ils ont fondé ensemble la société Mérimages, chargée de gérer le fonds photographique et la publication des ouvrages de Claude Rives.
Il meurt le 24 février 2023 à Vendôme. Incinéré à Blois, ses cendres sont ensuite dispersées en mer.

## Publications

### Livres en auteur unique des photos
- avec Bernard Salvat, Coquillages de Polynésie, Ed. du Pacifique, 1975, 392 p. (ISBN 9971-4-0046-4)
- avec Jean-Claude Thibault, Oiseaux de Tahiti, Papeete, Delachaux&Niestlé, 1975, 111 p. (ISBN 2-85700-031-6)
- avec Olivier Eudes, Les métiers de la mer, Ouest France, 1980, 32 p. (ISBN 978-2-85882-174-7)
- avec Annig Toulemont, Sous la mer : faune & flore, 1982
- avec Bernard Salvat, Coquillages de Tahiti, 1984 (ISBN 2-85700-181-9)
- (en) avec Bernard Salvat, Shells of Tahiti, 1984 (ISBN 2-85700-182-7)
- avec Jean-Marie Dallet, Tahiti : les îles de l'imaginaire, Singapour Paris, Times Vilo, 1986 (ISBN 9971-4-0081-2)
- avec Bernard Salvat et Pierre Reverce, Coquillages de Nouvelle-Calédonie, 1988 (ISBN 978-981-204-017-6)
- avec Frédéric Denhez, Les épaves du Volcan, 1997 (ISBN 2-7234-2462-6)
- avec Frédéric Denhez, Plongée, 1998 (ISBN 978-2-85120-516-2)
- avec Frédéric Denhez, Sanctuaires de la vie marine, Mer Rouge, Grenoble, Glénat, 1999, 159 p. (ISBN 2-7234-2732-3)
- avec Frédéric Denhez, Sanctuaires de la vie marine, Mer Méditerranée, Grenoble, Glénat, 1999, 159 p. (ISBN 2-7234-2473-1)
- avec Patrick Mouton, Gestes de pêcheurs en Méditerranée, Glénat, 1999 (ISBN 2-7234-2723-4)
- avec Pierre Pinalie, Les grand'voiles de la Martinique, 2002
- avec Frédéric Denhez, La France Marine - 5500 kilomètres de côtes, Paris, National Geographic, 2003, 156 p. (ISBN 2-84582-093-3)
- avec Bernard Salvat, Le corail et les récifs coralliens, Rennes, Éd. "Ouest-France", 2003, 32 p. (ISBN 2-7373-3226-5)
- avec Will Fowler, Le Débarquement, Rennes, Editions Tana, 2004, 32 p. (ISBN 2-7373-3226-5)
- Claude Rives, Bikini : la flotte fantôme du Pacifique, Periplus Publishing, 9 novembre 2005 (ISBN 978-2-35097-025-7)
- avec Frédéric Denhez, La France des mers tropicales, Paris, National Geographic, 2006, 231 p. (ISBN 2-84582-207-3)
- avec Pierre Gouyou-Beauchamps et Brigitte Thouvenot, Abu Dhabi, la nature préservée, Paris, National Géographic, octobre 2009, 223 p. (ISBN 978-2-84582-272-6)

### Livres en coauteur des photos
- avec Gaston Rebuffat, Cervin : cime exemplaire, 19653572 (N° dépôt légal)
- avec Michel Folco, Jean-Marie Tjibaou et Ph. Missotte, Kanake : Mélanésiens de Nouvelle-Calédonie, éd. du Pacifique, 1976, 120 p. (ISBN 2-85700-066-9)
- Claude Rives, Chenz et Christian Pétron, La prise de vues sous-marine, Filipacchi, 1er janvier 1978 (ASIN B003WVVHTC)
- avec J. Patuelli, D. Van de Velde, G. Sioen et C. Rives, Antilles, Caraïbes (Vivre dans le monde), Editions Sun, 1982, 135 p.ASIN B0014K89RQ
- avec J-M Cler et M. Hosken, Nouvelle-Calédonie, îles de lumières, 1986 (ISBN 9971-4-0087-1)
- avec A. Fiala-Médioni et C. Pétron, Guide sous-marin de la Méditerranée, Maison Rustique, 1987 (ISBN 978-2-7066-0917-6)
- avec Y. Paccalet et Jacques-Yves Cousteau, La mer blessée : la Méditerranée, Paris, Flammarion, 1987, 191 p. (ISBN 2-08-200554-2)
- Comme un poisson dans l'eau, 1990 (ISBN 2-88001-259-7)
- La Route du Rhum, 1990
- avec le Commandant Le Prieur, Premier de plongée, Paris, Éd. France-Empire, 1991, 181 p. (ISBN 2-7048-0660-8)
- avec C. Pétron et B. Robin, Les Coraux, 1991 (ISBN 9971-4-0098-7)
- avec J-L. Etienne et C. de Marllave, Antartica, Paris, Gallimard, 1992, 191 p. (ISBN 2-07-056797-4)
- avec D. Gilles, Brest 92 : l'album souvenir de la fête, Douarnenez, "Chasse-marée", 1992, 249 p. (ISBN 2-903708-37-1)
- Martinique, Paris, Nouveaux loisirs, 1994, 372 p. (ISBN 2-7424-0164-4)
- Polynésie : Tahiti & les îles de la Société, 1995 (ISBN 2-7424-0236-5)
- avec P.-F. Bonneau, J. Guichard, B. Stichelbaut et R. Le Gall, Des Voiliers et des Hommes : Brest 96, Paris, Nouveaux loisirs, 1996, 372 p. (ISBN 2-7424-0164-4)
- avec J. Patuelli, D. Van de Velde, G. Sioen et C. Rives, Antilles, Hermé, 1er mars 1998, 135 p. (ISBN 978-2-86665-185-5)Réédition
- avec M. Verdure et P. Louisy, Souvenirs de l'espace bleu : carnets de plongée, 1998 (ISBN 2-7114-1402-7)
- avec J.P. Malamas, Visa pour l'espace bleu, Vigot, 1998, 40 p. (ISBN 2-7114-1401-9)
- 6-Le Pacifique / 1-Polynésie, Paris, Gallimard, 1999, 85 p. (ISBN 2-07-060306-7)
- La France vue par GEO, Paris, Solar / Prisma presse, 2000, 199 p. (ISBN 2-263-03015-8)
- 6-Le Pacifique / 2-Océanie, Paris, Gallimard, 2000, 87 p. (ISBN 2-7424-0733-2)
- Les épaves des côtes de France, Rennes, Ouest France, 2000, 139 p. (ISBN 2-7373-2608-7)
- La Provence authentique vue par GEO, Paris, Prisma Presse, 2001, 126 p. (ISBN 2-263-03152-9)
- Volcans meurtriers, Museum d'Histoire Naturelle, 20020795 (N° édition)
- avec A. Boulat, La France - vol.12, Paris, National geographic France, 2002, 322 p. (ISBN 2-84582-036-4)
- Monde Méditerranéen, Paris, Nathan, 2003, 184 p. (ISBN 2-09-261174-7)
- Littoral Atlantique : un écoguide pour faire des découvertes sur les côtes atlantiques, de la Manche et de la mer du Nord, Paris, Nathan, 2004, 184 p. (ISBN 2-09-261175-5)
- avec X. Desmier, L. Pyot, V. Tardieu et L. Barnéoud, Santo : les explorateurs de l'île planète, Belin, 2007, 287 p. (ISBN 978-2-7011-4515-0 et 2-7011-4515-5)

### Filmographie non exhaustive
- Expédition Wallis, mission de biologistes à Wallis-et-Futuna / Pacifique
- Pour que vivent les homards, reportage sur une écloserie de homards sur l’île de Houat / Atlantique[11]
- L’école des travailleurs de la mer, la vie d’une école de plongée professionnelle / Méditerranée
- Des images sous la mer, reportage sur des photographes sous-marins à Cuba / Caraïbes
- Port-Cros, la vie du Parc national de Port-Cros / Méditerranée
- Le petit métier, les pêcheurs de l’étang de Thau / Méditerranée
- Courses de péniches en Hollande, régates de « Skutjes » en Frise / Pays-Bas
- L’île des requins géants, pêche traditionnelle des requins-pèlerins en Irlande / Atlantique
- Les forçats du Banco Grécou, pêche aux éponges en Tunisie / Méditerranée
- Premier de plongée, l’école des moniteurs de plongée à Antibes / Méditerranée
- L’or rouge des corailleurs, la pêche au corail en plongée profonde en Tunisie / Méditerranée
- Scandola ou la Méditerranée préservée, la vie sous-marine dans une réserve de Corse / Méditerranée
- Le grand lagon, Nouvelle-Calédonie : le plus grand lagon du monde / Pacifique
- Pacifique : destination recherche, le travail des chercheurs de l’ORSTOM / Pacifique
- Plongée sur un fil, spéléologie sous-marine
- Les crocs de la mer, les dangereux crocodiles de mer Australiens / |Pacifique
- Kampoung Hayer, la vie d’un village sur pilotis dans le Sultanat de Bruneï
- Une baie sous haute surveillance, le laboratoire marin d’Endoume / Méditerranée
- L’infortune du Colombian, une épave à moins 70 m de profondeur au large de Belle-Île / Atlantique
- Hydra VIII, expériences de plongées Comex à moins 500 mètres de profondeur / Méditerranée
- Jour de fête à Pestel, régates de bateaux traditionnels à Haïti / Caraïbes
- Le Mauritius, archéologie sous-marine sur un bateau de la Compagnie des Indes coulé au large du Gabon / Atlantique
- Le lagon des eaux froides, la vie terrestre et sous-marine dans l’archipel des Glénan / Atlantique
- Les épaves du volcan[12], reportage sur l’éruption de la montagne Pelée en 1902 et les épaves qui ont coulé lors du drame, en baie de Saint-Pierre / Martinique / Caraïbes